# Lista prawosławnych biskupów przemysko-samborskich
Lista prawosławnych biskupów przemysko-samborskich
- Antoni 1219–1225
- ? 1225–1241
- Hilarion 1241–1254
- Abraham 1245–1271[1]
- Jeremiasz 1271–1282
- Sergiusz 1282–1288
- Memnon 1288–1291
- Eufemiusz 1291–1292
- Hilarion 1292–1314
- Jerzy 1315–1328
- Marek 1328–1333
- Cyryl 1359–1366
- Hilarion 1366–1387[2]
- Bazyli 1387–1392
- Łukasz 1383–1392
- Atanazy 1392–1412
- Gelazy 1412–1416
- Izajasz 1416–1419
- Jan 1419–1421
- Eliasz 1421–1422
- Atanazy (Drohojowski) 1443–1446
- Antoni 1449–1451
- Joannicjusz 1451–1456
- Atanazy 1456–1467
- Iwan Birecki 1467–1469
- Joan (Diwoczka) 1469–1491
- Joannicjusz 1491–1497
- Antoni (Onikij) 1497–1520
- Joachim 1520–1529
- Ławrencjusz (Terlecki) 1529–1549
- Antoni (Radyłowski) 1549–1581[3]
- Arseniusz (Bryliński) 1581–1591
- Michał (Kopysteński) 1591–1610
- vacat
- Izajasz (Kopiński) 1620–1628
- Terlecki
- Antoni Winnicki 1650–1679
- Innocenty Winnicki 1679–1691

## Literatura
- Antoni Mironowicz – Kościół prawosławny w państwie Piastów i Jagiellonów, Białystok 2003, ISBN 83-89031-39-6